# تپه روستای کریم
تپه روستای کریم مربوط به ایلام میانی است و در شهرستان جوانرود، بخش روانسر، روستای ده کریم واقع شده و این اثر در تاریخ ۲۳ شهریور ۱۳۸۲ با شمارهٔ ثبت ۱۰۱۳۷ به‌عنوان یکی از آثار ملی ایران به ثبت رسیده است.